# Bahrein címere

Bahrein címere

Bahrein címerét az 1930-as években tervezte a bahreini emír brit tanácsadója. Egy vörös színű pajzs, felső részén fehér fűszerfogakkal. A pajzsot vörös és fehér szalagok veszik körül.
A képen a címer régi változata látható. A jelenlegi változaton nem négy, hanem öt fehér „völgy” jelenik meg, melyek az iszlám öt pillérét jelképezik.